# Kohl (smink)

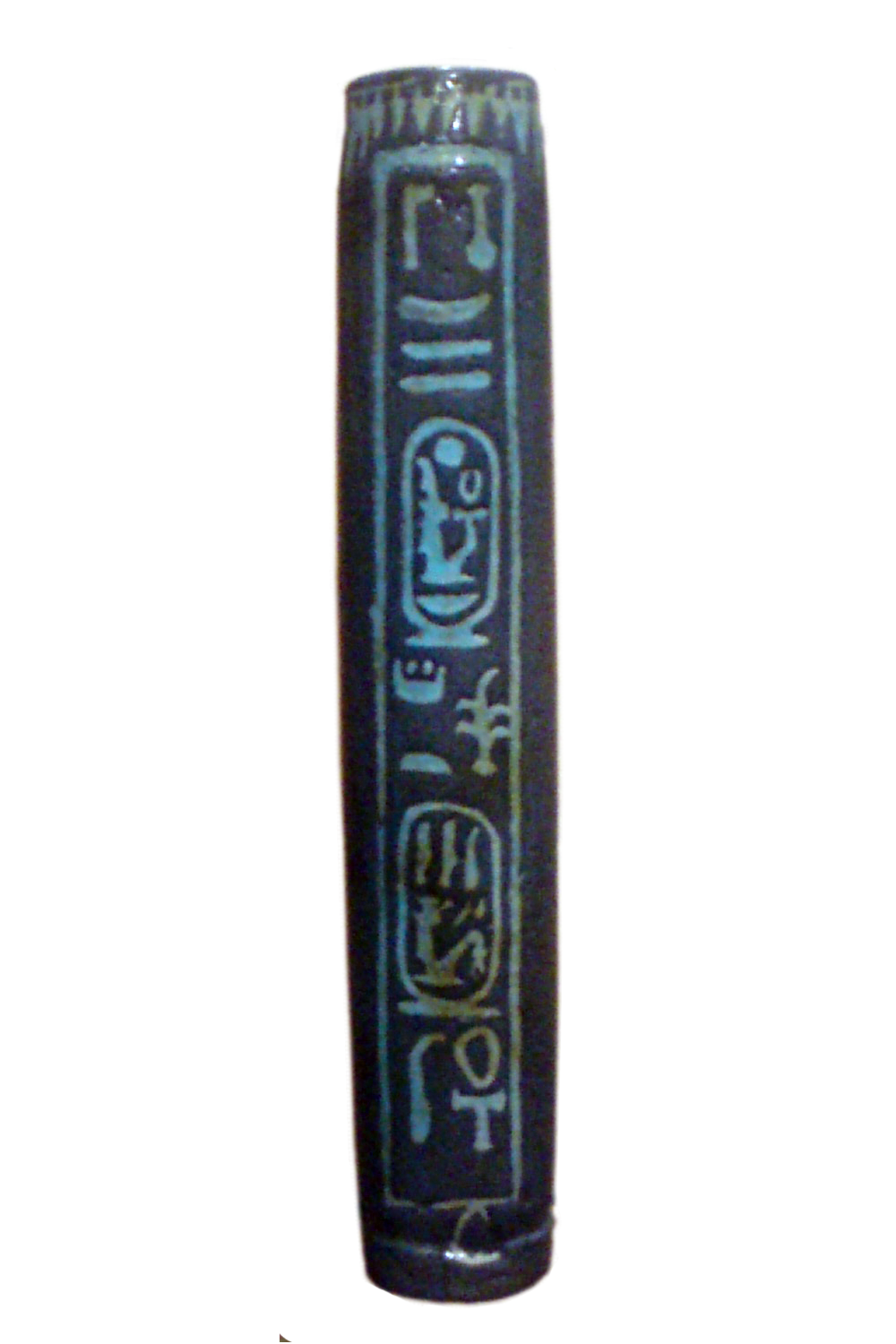
Egyptisk kohlbehållare med inskriptioner som nämner Amenhotep III.

Kohl (arabiska كحل, Kuhl) är en sorts ögonsmink som använts åtminstone sedan bronsåldern, och är föregångare till eyeliner och kajal. Den primära ingrediensen var malen blyglans. Orden kajal och alkohol är härledda från namnet.[källa behövs]

## Historia
Egyptierna använde kohl som ögondroppar för att förhindra och lindra ögoninfektioner, och kanske också för att skydda ögonen från starkt ljusbrytning i öknen. Farao och hans undersåtar verkar ha varit förtrollad av den estetiska effekten som kohl gav till deras ögon, både kvinnor och män använde kohl. Det finns många exempel i forntida egyptiska ikonografi. Under århundradena fortsatte kohl att användas av araber och berber.